# Blue Lake Provincial Park
Blue Lake Provincial Park är en park i Kanada.   Den ligger i provinsen Ontario, i den sydöstra delen av landet, 1 400 km väster om huvudstaden Ottawa. Blue Lake Provincial Park ligger 390 meter över havet. Arean är 2 314 kvadratkilometer.
Terrängen runt Blue Lake Provincial Park är platt. Runt Blue Lake Provincial Park är det mycket glesbefolkat, med 3 invånare per kvadratkilometer.. 
I omgivningarna runt Blue Lake Provincial Park växer i huvudsak blandskog.